# Guibemantis tornieri
Espèce
Synonymes
- Rhacophorus tornieri Ahl, 1928
- Mantidactylus tornieri (Ahl, 1928)

Statut de conservation UICN

 LC  : Préoccupation mineure
Guibemantis tornieri est une espèce d'amphibiens de la famille des Mantellidae.

## Répartition

Aire de répartition de Guibemantis tornieri.

Cette espèce est endémique de Madagascar. Elle se rencontre entre 100 et 1 100 m d'altitude de la commune de Voloina jusqu'au parc national d'Andohahela,.

## Description
Guibemantis tornieri mesure de 43 à 49 mm pour les mâles et de 48 à 49 mm pour les femelles. Son dos est généralement brun clair uniforme mais présente parfois des taches sombres et une bande transversale brun foncé entre les yeux. Son ventre est blanchâtre avec des taches sombres. Les mâles ont un seul sac vocal de couleur blanc brillant.

## Étymologie
Cette espèce est nommée en l'honneur de Gustav Tornier.

## Publication originale
- Ahl, 1928 : Neue Frösche der Gattung Rhacophorus aus Madagaskar. Zoologischer Anzeiger, vol. 75, p. 311-318.